# Boemă
Boemă este un termen folosit în critica literară.
A apărut la sfârșitul secolului al  XIX-lea, și a fost împrumutat din francezul bohemien, care îi desemna pe romi, originea cuvântului francez putînd fi motivată de faptul că aceștia au ajuns în vestul Europei prin Boemia.
Termenul literar desemnează totalitatea persoanelor cu un comportament social informal sau neconvențional, referindu-se în special la comportamentul unor artiști sau scriitori. Boema franceză a constituit modelul tuturor celorlalte boeme europene, fiind organizată în jurul unor cenacluri literare sau a unor cafenele literare.
În literatura română, boema a fost puternic reprezentată în perioada dintre cele două războaie mondiale, scriitorii și artiști bucureșteni alegîndu-și drept punct de întîlnire cafeneaua Capșa.
Spre deosebire de ceea ce se întîmpla în marile capitale europene, la Paris sau la Londra, Bucureștiul nu a avut nici o dată o stradă sau un cartier rezervat exclusiv artiștilor.
Zona Montmartre a adunat toți artiștii importanți francezi  în timp ce Londra rezerva artiștilor anumite străzi din cartierele Chelsea și Hampstead.
În zilele noastre, zonele în care s-a mutat boema britanică sunt în interiorul suburbiilor industriale Hackney și Tower Hamlets în zona de est și Sowthwark la sud, unde halele industriale părăsite și prețurile mici au atras sute de artiști.
Atelierele pictorilor români erau concentrate în zona Bucureștiului vechi, în căsuțe cu mansardă, fără ca să existe o grupare a acestor ateliere sau un loc specializat pentru artiști.
După al Doilea Război Mondial, lumea artistică bucureșteană a renăscut în anii 1960, pe lista noii boeme literare putînd figura numele poeților Leonid Dimov, Nichita Stănescu, Valeriu Pantazi, sau a graficianului Florin Pucă, figuri marcante ale boemei bucureștene.
Pentru artiști, frecventarea mediilor boeme prezintă însă pericolul ca timpul destinat creației să fie redus substanțial, în vreme ce excesele bahice pot contribui la dispariția talentului nativ și la reducerea duratei de viață creatoare.